# چارلز دوک
چارلز ماس "چارلی" دوک جونیوز (به انگلیسی: Charles Moss "Charlie" Duke, Jr.) زادهٔ (۳ اکتبر ۱۹۳۵) فضانورد ناسا و دهمین انسانی است که طی مأموریت آپولو ۱۶ بر کره ماه گام نهاد.
او که در سال ۱۹۵۷ از آکادمی نیروی دریایی ایالات متحده فارغ‌التحصیل شد، به نیروی هوایی ارتش آمریکا پیوست. او آموزش‌های پیشرفته پروازی را در F-86 Saber در پایگاه هوایی مودی در جورجیا به پایان رساند، جایی که او فارغ‌التحصیل ممتاز بود. پس از اتمام این آموزش، دوک سه سال به عنوان خلبان جنگنده با اسکادران ۵۲۶ شکاری-رهگیر در پایگاه هوایی رامشتاین در آلمان غربی خدمت کرد. پس از فارغ‌التحصیلی از دانشکده خلبانی تحقیقاتی هوافضا در سپتامبر ۱۹۶۵، او به عنوان مربی به تدریس سیستم‌های کنترل و پرواز در F-101 Voodoo, F-104 Starfighter و T-33 Shooting Star ادامه داد.
در آوریل ۱۹۶۶، دوک یکی از ۱۹ مردی بود که برای گروه پنجم فضانوردان ناسا انتخاب شد. در سال ۱۹۶۹، او یکی از خدمه پشتیبانی فضانورد برای آپولو ۱۰ بود. او به عنوان CAPCOM برای آپولو ۱۱، اولین خدمه فرود بر روی ماه، خدمت کرد. نقاشی متمایز او در جنوب برای مخاطبان در سراسر جهان آشنا شد، زیرا صدای یک کنترل مأموریت به دلیل فرود طولانی که تقریباً تمام نیروی پیشران مرحله فرود Eagle ماژول قمری را صرف کرد عصبی شد. اولین کلمات دوک به خدمه آپولو ۱۱ بر روی سطح ماه مبهم بود، "راجر، توانک… آرامش، ما از شما روی زمین کپی می‌کنیم. شما چند نفر از بچه‌ها در شرف آبی شدن هستند. ما دوباره نفس می‌کشیم. خیلی ممنون!"
دوک خلبان ماژول قمری پشتیبان آپولو ۱۳ بود. کمی قبل از مأموریت، او سرخجه (سرخک آلمانی) را از فرزند یکی از دوستانش گرفت و سهواً خدمه اصلی را در معرض این بیماری قرار داد. از آنجایی که کن متینگلی هیچ مصونیت طبیعی در برابر این بیماری نداشت، جک سویگرت به عنوان خلبان ماژول فرماندهی جایگزین شد. متینگلی به عنوان خلبان ماژول فرماندهی پرواز دوک، آپولو ۱۶، منصوب شد. در این مأموریت، دوک و جان یانگ در ارتفاعات دکارت فرود آمدند و سه فعالیت خارج از خودرو (EVA) انجام دادند. او همچنین به عنوان خلبان ماژول ماه پشتیبان آپولو ۱۷ خدمت کرد. دوک در ۱ ژانویه ۱۹۷۶ از ناسا بازنشسته شد.
پس از بازنشستگی از ناسا، دوک وارد نیروهای ذخیره نیروی هوایی شد و به عنوان تقویت کننده بسیج در فرمانده، مرکز آموزش نظامی پایه USAF، و به فرمانده، سرویس استخدام نیروی هوایی خدمت کرد. وی در سال ۱۳۵۷ از دانشکده صنعتی نیروهای مسلح فارغ‌التحصیل شد. در سال ۱۳۵۸ به درجه سرتیپی نائل شد و در خرداد ۱۳۶۵ بازنشسته شد. وی ۴۱۴۷ ساعت پرواز داشته‌است که از این تعداد ۳۶۳۲ ساعت در هواپیماهای جت و ۲۶۵ ساعت پرواز بوده‌است. در فضا، شامل ۲۱ ساعت و ۳۸ دقیقه راه‌پیمایی فضایی.
دوک در نیو براونفلز، تگزاس زندگی می‌کند و در سال ۲۰۲۰ به عنوان بهترین تگزاس سال انتخاب شد. او در حال حاضر در هیئت مدیره بنیاد بورس تحصیلی فضانوردان حضور دارد و قبلاً به مدت دو سال به عنوان رئیس هیئت مدیره فعالیت می‌کرد. او یک سخنران انگیزشی محبوب با فیلم‌های ناسا و داستان‌های شخصی از مأموریت آپولو خود در ماه است. او یک مسیحی دوباره متولد شده‌است و او و همسرش دوروتی با مخاطبان در مورد ایمان و تأثیر آن بر ازدواجشان صحبت می‌کنند.

## جوایز و افتخارات
در سال ۱۹۷۳، دوک دکترای افتخاری فلسفه از دانشگاه کارولینای جنوبی، دکترای افتخاری علوم انسانی از دانشگاه فرانسیس ماریون در سال ۱۹۹۰، و دکترای افتخاری فلسفه از دانشگاه کلمسون در سال ۲۰۱۲ دریافت کرد. افتخارات دیگر عبارتند از: مدال خدمات ممتاز ناسا در سال ۱۹۷۲، گواهینامه تقدیر از مرکز فضاپیمای سرنشین دار در سال ۱۹۷۰، مدال خدمات ممتاز نیروی هوایی با خوشه برگ بلوط، لژیون شایستگی، انجمن خلبانان آزمایشی آزمایشی ایون سی. در سال ۱۹۷۲، جایزه دستاوردهای پرواز انجمن فضانوردی آمریکا برای سال ۱۹۷۲، جایزه فضانوردی هیلی مؤسسه هوانوردی و فضانوردی آمریکا برای سال ۱۹۷۳، دیپلم Aéronautique Internationale V. M. Komarov در سال ۱۹۷۳، و مدرک E29ut S. رئیس کمیته بین‌المللی المپیک، توماس باخ، جایزه آسمان را در سال ۲۰۱۸ به دوک اهدا کرد.
دوک در سال ۱۹۷۳ به عنوان مرد سال کارولینای جنوبی انتخاب شد، در سال ۱۹۷۳ به تالار مشاهیر کارولینای جنوبی و در سال ۱۹۸۳ به تالار مشاهیر فضایی بین‌المللی وارد شد. او یکی از ۲۴ فضانورد آپولو بود که در سال ۱۹۹۷ وارد تالار مشاهیر فضانوردان ایالات متحده شدند. او در سال ۲۰۰۰ به تالار مشاهیر علم تگزاس، و در سال ۲۰۱۹ به تالار مشاهیر هوانوردی ملی معرفی شد. نام او بر روی بنای یادبود فضانورد در ایسلند، جایی که آنها برخی از آموزش‌های زمین‌شناسی خود را انجام دادند، حک شده‌است. در دسامبر ۲۰۱۹، او به عنوان بهترین تگزاس سال ۲۰۲۰ انتخاب شد. سیارک ۲۶۳۸۲ شارلیدوک به افتخار او نامگذاری شد. نامگذاری رسمی توسط مرکز بررسی ریزسیاره‌ها در ۱۸ مه ۲۰۱۹ منتشر شد.